# Ziua Mondială a Diabetului

Ziua Mondială a Diabetului are loc în fiecare an în data de 14 noiembrie, la inițiativa Federației Internaționale de Diabet (IDF), cu sprijinul Organizației Mondiale a Sănătății. 
Această zi este marcată la nivel internațional de toate asociațiile membre ale IDF, de furnizorii de servicii de sănătate, cât și de persoanele afectate de diabet, fiind cea mai mare campanie mondială de informare asupra diabetului.
Acest eveniment are ca scop să ofere o mai bună informare persoanelor care suferă de diabet, reprezentând și o manieră de implicare și de informare a publicului, în general – cei care au persoane apropiate care suferă de această boală, publicul larg, profesioniștii din domeniul sănătății și autoritățile publice.

## Istorie

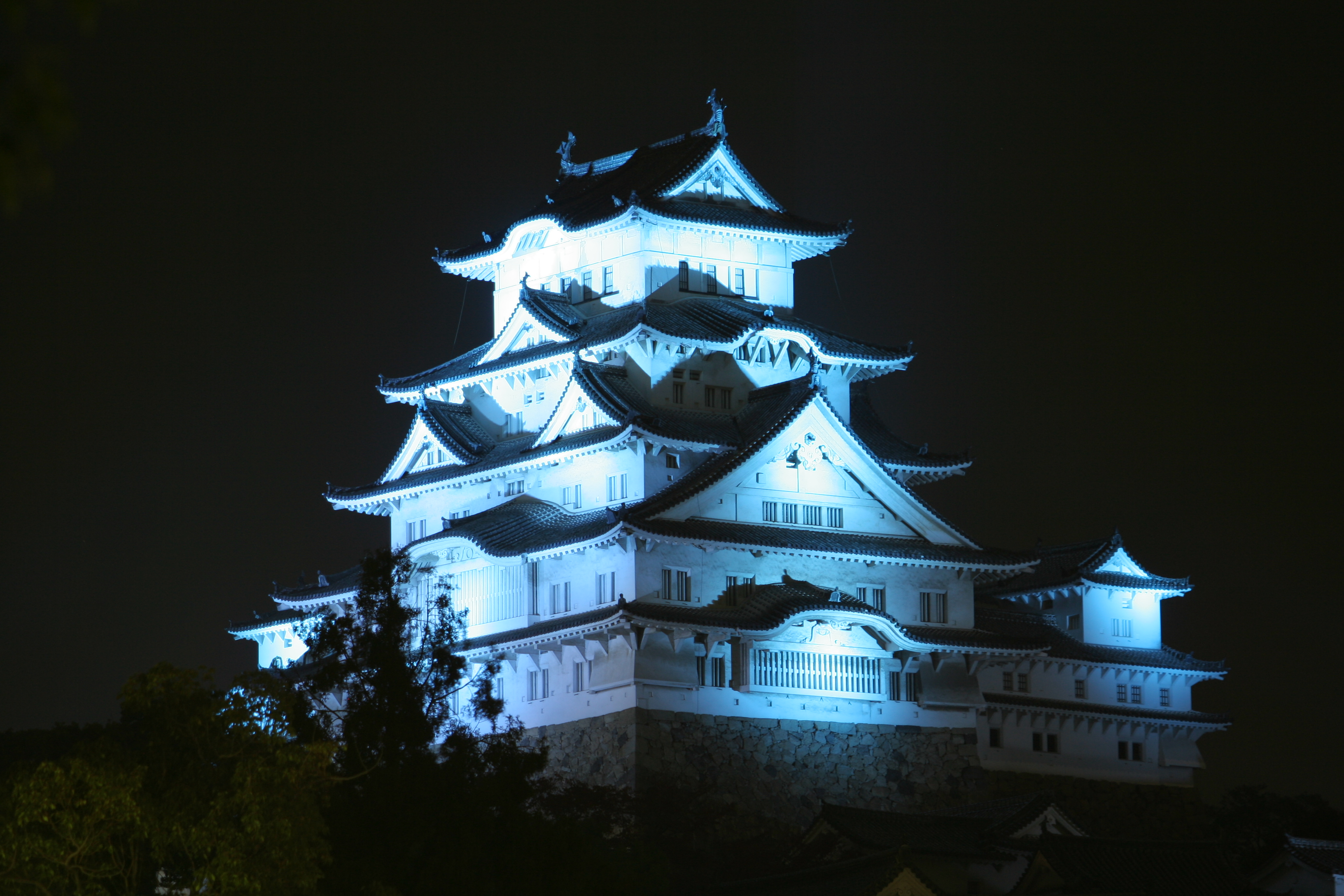
Castelul Himeji s-a luminat de Ziua Mondială a Diabetului în 2008

Ziua Mondială a Diabetului a fost lansată în 1991 de către International Diabetes Federation și Organizația Mondială a Sănătății (OMS), ca răspuns la creșterea rapidă a cazurilor de diabet în întreaga lume. 
Rezoluție adoptată de Adunarea Generală la 20 decembrie 2006 (A/61/L.39/Rev.1 și Add.1)]
61/225 pentru Ziua Mondială a Diabetului
Până în 2016, peste 230 de asociații membre IDF din peste 160 de țări și teritorii comemorau Ziua Mondială a Diabetului. Asociațiilor membre IDF li s-au alăturat organizații internaționale, companii, profesionisti din domeniul sănătății, politicieni, celebrități și persoane care trăiesc cu diabet zaharat și familiile acestora. Activitățile privind WDD includ programe de depistare a diabetului zaharat, campanii de radio și televiziune și evenimente sportive.

### Temele Ziua Mondială a Diabetului
Tema precedentei World Diabetes Day din 2021–2023 a fost accesul la îngrijirea diabetului.
- Tema pentru Ziua Mondială a Diabetului  2024–26 este Diabet și bunăstare.

În următorii trei ani, campania de Ziua Mondială a Diabetului se va concentra pe:
1. bunăstarea fizică
2. Bunăstarea societală
3. Bunăstarea mintală.

- 2024-2026: Diabet și bunăstare.
- 2021–2023: Acces la îngrijirea diabetului.
- 2020: Asistenta și diabetul.
- 2018–2019: Familia și diabetul – diabetul se referă la fiecare familie.[6]
- 2017: Femeile și diabetul – dreptul nostru la un viitor sănătos.
- 2016: Ochi pe diabet.
- 2015: Alimentație sănătoasă.
- 2014: Go Blue pentru Mic dejun.
- 2013: Protejăm viitorul nostru: Educație și prevenire a diabetului.

## Vezi și
- International Diabetes Federation